# 史氏擬精器魚
史氏擬精器魚，為輻鰭魚綱銀漢魚目精器魚科的其中一種，分布於亞洲泰國及柬埔寨淡水、半鹹水流域，體長可達2公分，為熱帶魚類，棲息在氾濫平原及沼澤底中層水域，以浮游生物為食，生活習性不明。

## 擴展閱讀
維基物種上的相關：史氏擬精器魚